# Portland Timbers
Portland Timbers – profesjonalny amerykański klub piłkarski z siedzibą w Portland w stanie Oregon.
Timbers jest jednym z 20 klubów grających w Major League Soccer, zastąpił grający w tej lidze klub o tej samej nazwie Portland Timbers.

## Stadion

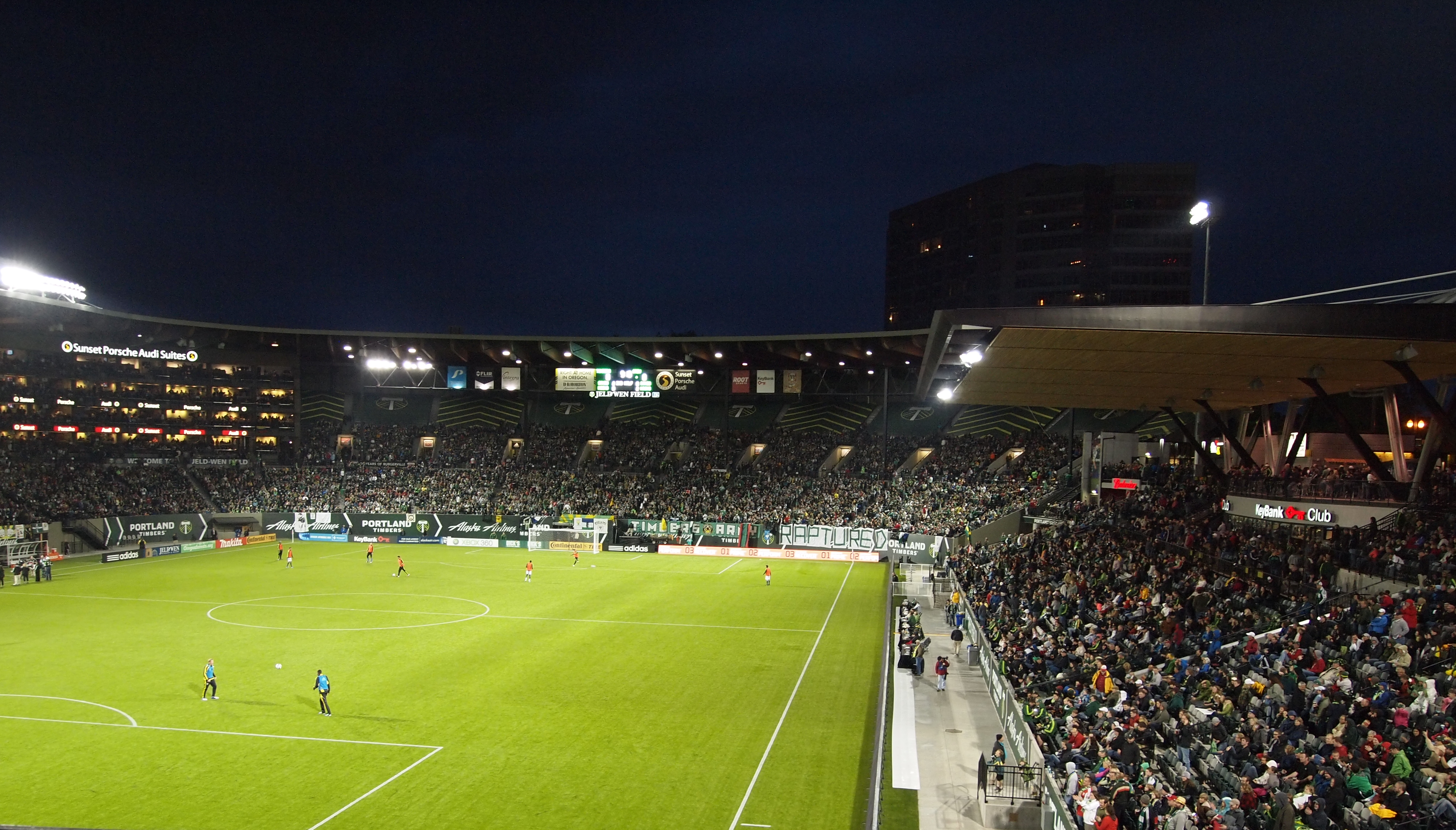
stadion Portland Timbers

Portland gra na nowo wyremontowanym jeld-Wen Pole (dawniej PGE Park), który dzielony jest z drużyną Portland State Vikings.

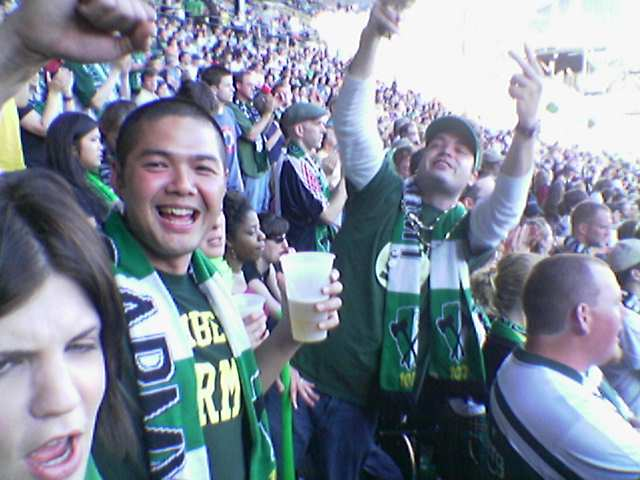
Kibice Timbers

## Kibice

### Armia Timbers

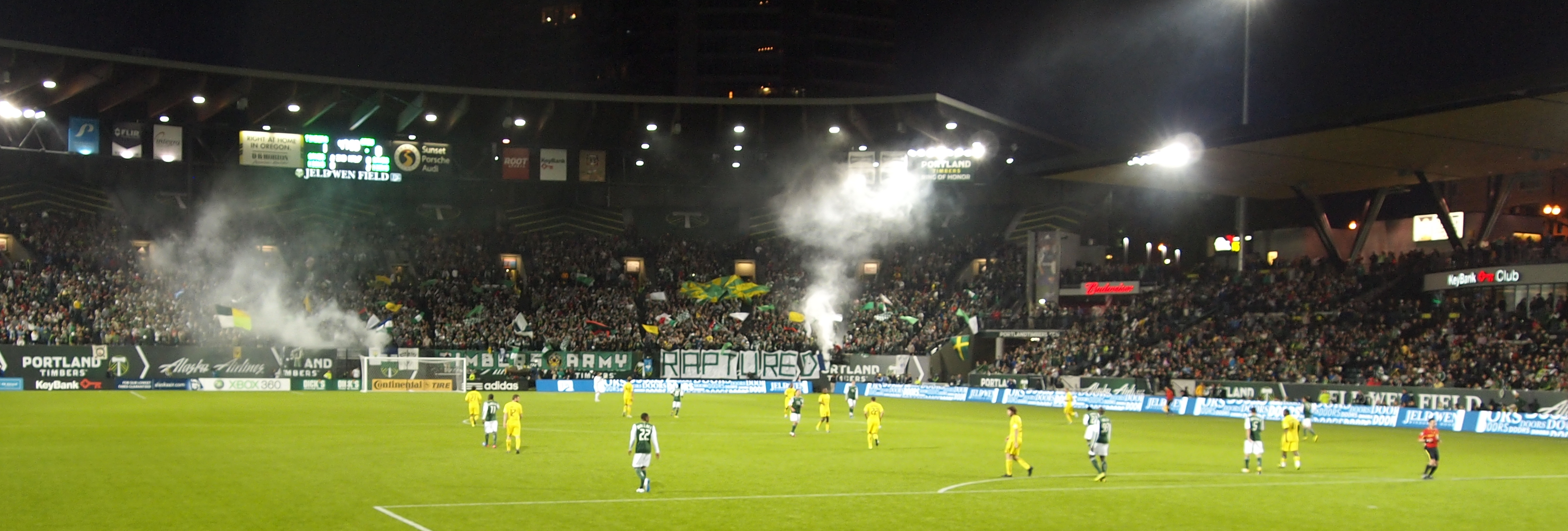
Fani drużyny świętują zdobycie bramki przez Portland

Główną grupą zwolenników Portland Timbers jest Timbers Army (Armia Drzew, Timber jest aluzją do historycznie ważnego w Oregonie przemysłu drzewnego). Jej członkowie znani są z głośnego wsparcia i entuzjazmu, tworzą atmosferę podczas meczów Timberów. Timbers Army powstała w 2001 roku jako Cascade Rangers. W 2002 roku grupa zmieniła nazwę na Timbers Army

### Maskotka
W latach NASL i USL zespołu maskotką był drwal o nazwie Timber Jim. W dniu 24 stycznia 2008 Jim ogłosił zakończenie kariery. Jego ostatnie pożegnanie było na meczu przeciwko Puerto Rico Islanders w dniu 17 kwietnia 2008 roku wygrany 1-0. Obecnie funkcje maskotki pełni Timber Joey. Warto dodać, że klub ma nietypową tradycję związaną ze maskotką. Otóż po każdym zdobytym przez swoją drużynę golu Timber Joey odcina swoją piłą mechaniczną kawałek z drewna z bali które znajdują się przed sektorem Armii Timbers, który później ląduje w rękach strzelca gola.

## Transmisja meczów
Mecze drużyny Portland Timbers emitowane są w telewizji na kanałach Kanał Fox Soccer i ESPN2. Relacje ze spotkań emitowane są również w lokalnych telewizjach i stacjach radiowych w języku angielskim.

## Obecny skład
Stan na 26 czerwca 2021
| Nr | Poz. | Piłkarz                                                     |
| -- | ---- | ----------------------------------------------------------- |
| 1  | BR   | Jeff Attinella                                              |
| 2  | OB   | Josecarlos Van Rankin (wypożyczony z Chivas de Guadalajara) |
| 5  | OB   | Claudio Bravo                                               |
| 7  | NA   | Andy Polo                                                   |
| 8  | PO   | Diego Valeri (kapitan)                                      |
| 9  | NA   | Felipe Mora                                                 |
| 10 | NA   | Sebastián Blanco                                            |
| 11 | NA   | Jarosław Niezgoda                                           |
| 12 | BR   | Steve Clark                                                 |
| 13 | OB   | Dario Župarić                                               |
| 14 | PO   | George Fochive                                              |
| 15 | OB   | Ismaila Jome                                                |
| 17 | NA   | Jeremy Ebobisse                                             |
| 19 | PO   | Eryk Williamson                                             |

| Nr | Poz. | Piłkarz           |
| -- | ---- | ----------------- |
| 21 | PO   | Diego Chará       |
| 22 | PO   | Cristhian Paredes |
| 23 | NA   | Yimmi Chará       |
| 25 | OB   | Bill Tuiloma      |
| 26 | BR   | Hunter Sulte      |
| 27 | NA   | Dairon Asprilla   |
| 28 | OB   | Pablo Bonilla     |
| 31 | BR   | Aljaž Ivačič      |
| 33 | OB   | Larrys Mabiala    |
| 40 | PO   | Renzo Zambrano    |
| 44 | NA   | Marvin Loría      |
| 85 | OB   | Zac McGraw        |
| 98 | NA   | Blake Bodily      |

### Piłkarze na wypożyczeniu
| Nr | Poz. | Piłkarz                                                    |
| -- | ---- | ---------------------------------------------------------- |
|    | PO   | Manny Perez (w Austin FC do 30 listopada 2021)             |
|    | PO   | Jorge González (w Louisville City FC do 30 listopada 2021) |

## Trenerzy
| Lp. | Imię i nazwisko   | Okres urzędowania | Okres urzędowania    |
| --- | ----------------- | ----------------- | -------------------- |
| 1.  | John Spencer      | 1 grudnia 2010    | 9 lipca 2012         |
| 2.  | Gavin Wilkinson   | 9 lipca 2012      | 28 października 2012 |
| 3.  | Caleb Porter      | 8 stycznia 2013   | 17 listopada 2017    |
| 4.  | Giovanni Savarese | 18 grudnia 2017   | obecnie              |

## Sztab szkoleniowy
Stan na 26 czerwca 2021
| Funkcja          | Imię i nazwisko    |
| ---------------- | ------------------ |
| Trener           | Giovanni Savarese  |
| Asystent trenera | Carlos Llamosa     |
| Asystent trenera | Miles Joseph       |
| Trener bramkarzy | Guillermo Valencia |